# Massimo Carmassi
Massimo Carmassi (Pisa, 5 de Junho de 1943) é um arquiteto italiano.

## Vida
Massimo Carmassi se formou em 1970 na Faculdade de Arquitetura de Florença, na Itália. Fundou o Ufficio Progetti – escritório de arquitetura da prefeitura da cidade de Pisa - em 1974, restando como diretor até 1990. De 1981 até 1985 foi também Presidente da Ordem dos Arquitetos de Pisa e Região. Entre os diversos reconhecimentos à sua carreira profissional, recebeu a Medalha de Ouro Heinrich Tessenow, da fundação Heinrich Tessenow Gesellschaft e V. (Alfred Toepfer Stiftung F.V.S.), foi nomeado Acadêmico no setor de Arquitetura da Accademia delle Arti del Disegno com sede em Florença desde 1563, e ainda nomeado Acadêmico pela Accademia Nazionale di San Luca, fundada em 1593. Ė membro da Internazionale Bauakademie Berlin e Honorary Fellow do American Institute of Architects. Seu trabalho se estende seja ao setor do restauro seja àquele da arquitetura contemporânea e do projeto urbanístico. Atualmente é professor de projeto  arquitetónico e urbanístico no Istituto Universitario di Architettura de Venezia (IUAV) tendo ensinado anteriormente projeto arquitetónico nas Faculdades de Arquitetura italianas de Ferrara, Génova, Turim, Reggio Calabria, e fora da Itália, na Accademia di Architettura di Mendrisio (Università della Svizzera Italiana), no Hochschule der Kunst de Berlim, e na Syracuse University de Nova Iorque.

## Filosofia de projetol
“Na realidade os edifícios antigos se apresentam aos nossos olhos como somatório das infinitas intervenções de gerações de promotores, habitantes, arquitetos; trata-se de edifícios gerados por muitos autores, muitas vezes desconhecidos. Este condição investiu tais construções de um grande valor, de uma rara beleza dificilmente catalogável e frequentemente resultante do acaso e da contingência. O nosso fim último é aquele de conservar e restituir à luz tal riqueza, não somente em termos de património documental, mas igualmente em termos de unidade estética”.

## Principais obras
No setor da arquitetura e do projeto urbanístico:
- Pisa (IT) 1982-2002: Cimitero di San Piero a Grado
- Pontedera (Pisa- IT) 1993-1998: Edificio Cooper 2000
- Cascina (Pisa- IT ) 1998: Interferometro Virgo, antena interferométrica para ondas gravitacionais
- Roma 1998-99: Palazzo Congressi Italia-EUR. Concurso Internacional, entre os sete projetos selecionados
- Roma 2000: Ampliação da Galleria Nazionale d’Arte Moderna de Roma, Concurso Internacional, entre os oito projetos selecionados
- Livorno(IT) 2001: Reestruturação urbana do bairro Shangai
- Pisa 1986-2002: Reconstrução do Complesso di San Michele in Borgo, residências económicas, serviços
- Fermo(IT) 2002: Reestruturação do lado norte do centro histórico, estrutura de acesso à parte alta da cidade e terminal de ônibus.
- Trevi (Perugia-IT) 2002: Complexo escolar na praça Garibaldi
- Arezzo (IT) 2002: Ampliação do Cimitero Urbano
- Torino 2003:projeto de reestruturação urbana do complexo comercial, de serviços e residencial na área denominada “Lingottino”
- Roma 2004: Reestruturação urbana do complexo do porto fluvial
- Parma (IT)2007: Complexo residencial  e de serviços para oitocentos estudantes no campus universitário
- Arcore (Milão –IT) 2007: Escola Materna

No setor do restauro:
- Pisa 1979/98: Recuperação da cinta das muralhas medievais (mura medioevali), dos edifícios e das áreas adjacentes
- Pisa 1989: Restauro do Teatro Municipal Giuseppe Verdi - Teatro Verdi (Pisa)
- Siena (IT) 1992: Ospedale di Santa Maria della Scala. Restauro do complexo multifuncional destinado a uso como Museu. Concurso, 2° classificado
- Lipsia, Alemanha 1995: Reconstrução da Markt Galerie no centro histórico para residências e escritórios – concurso, 1° prêmio
- Senigaglia (IT)1998: Restauro do Forum Annonario como Biblioteca Municipal e Arquivo Histórico
- Gavorrano (IT)2001: Restauro da estrutura de extração mineral de Ravi-Marchi
- Guastalla (IT) 2001: Restauro do Palácio Ducal da família Gonzaga como Museu e Biblioteca Municipal
- Ferrara (IT)2002: Polo museológico de arte moderna e contemporânea de Ferrara, projeto
- Lucca (IT)2002: Restauro do Real Collegio no Convento de S. Frediano como museu de arte sacra
- Verona (IT)2009: Restauro dos Silos di ponente e do  panificio da Caserma de S. Marta para a Faculdade de Economia e Comercio da Università degli Studi
- Roma 2009: Restauro da “Pelanda” do'ex mattatoio (Roma) no bairro Testaccio